# Steinbruch Oberdieten

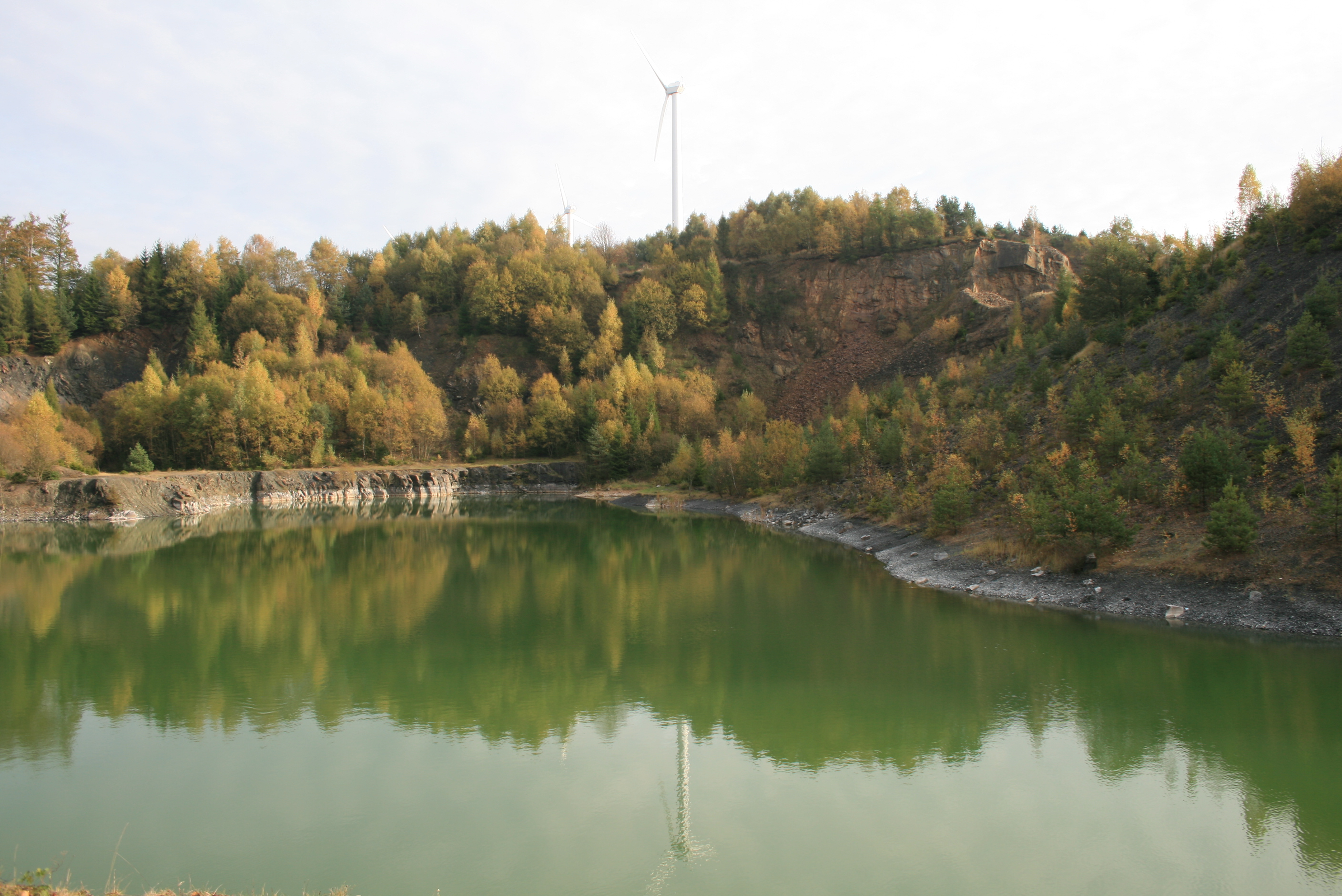
Silbersee als Folge von Sprengarbeiten, im Hintergrund sind die Windräder zu sehen.

Der Steinbruch zu Oberdieten ist ein stillgelegter Diabas-Steinbruch bei Oberdieten. Anfang des 20. Jahrhunderts wurde erstmals Diabas abgebaut, 1997 wurde der Steinbruch stillgelegt. Heute ist vor allem der aus folgenden Sprengungen entstandene Silbersee bekannt.

## Betrieb
Der Steinbruch Oberdieten bestand aus zwei voneinander getrennten Abbauflächen, eine auf Kleingladenbacher und eine auf Oberdietener Gemarkung. Das auf Kleingladenbacher Seite abgebaute Steinmaterial wurde mit Muldenkippern über den Berg zu den Verarbeitungsanlagen auf Oberdietener Seite gebracht. Während der Betrieb auf Kleingladenbacher Steinbruchseite schon 1985 zum Erliegen kam, wurde auf Oberdietener Seite noch bis 1993 weiter gearbeitet. Im Jahre 1997 begann man mit dem Abbruch der Produktionsanlagen. Nur wenige Gebäude sind erhalten geblieben, so z. B. die Waage, das Transformatorenhaus und eine größere Halle.

## Nachnutzung

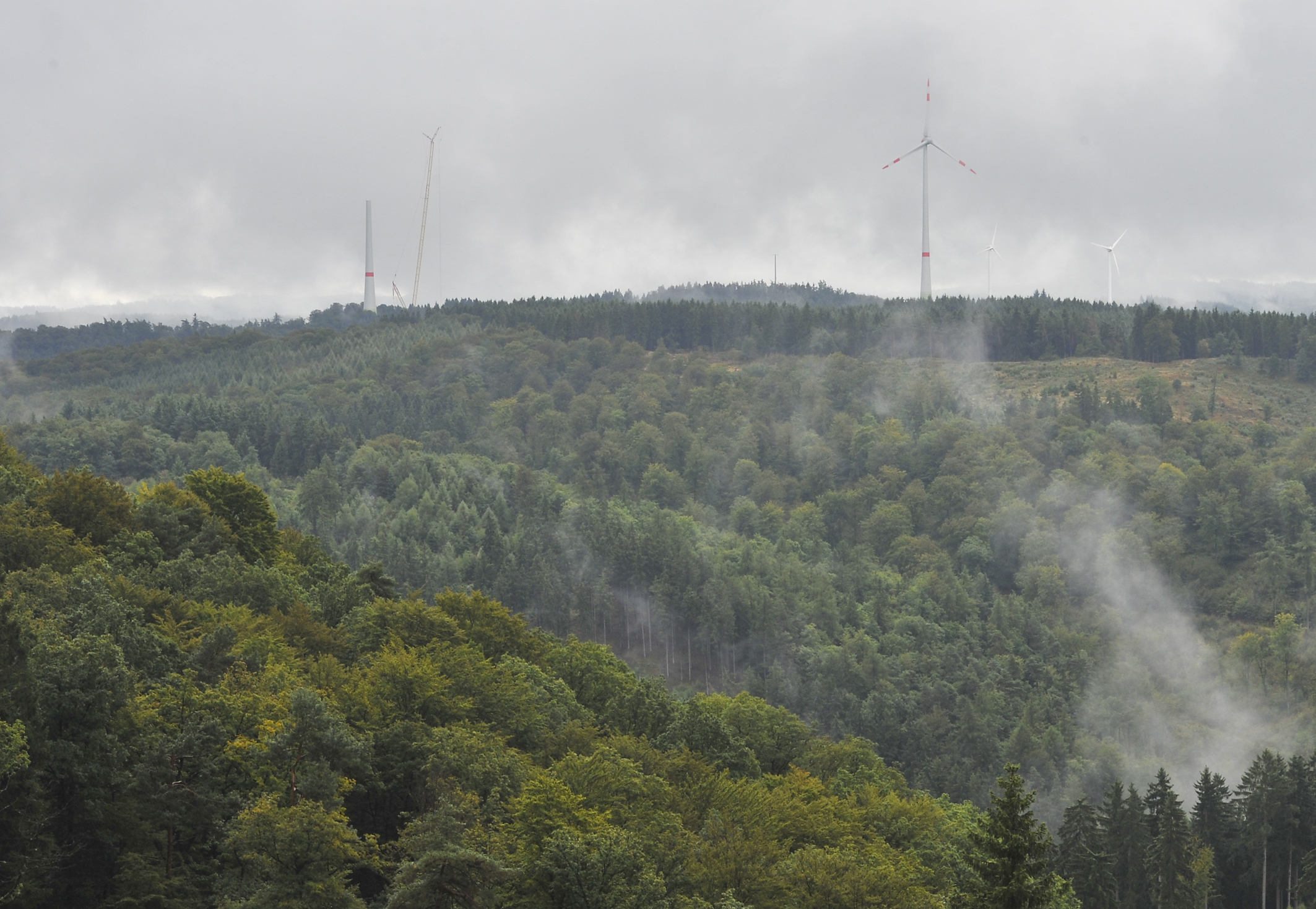
Bau des dritten Windrades im Jahr 2013, rechts noch eines der früheren Windräder

### Seen
Heute gibt es zwei durch Sprengungen entstandene Seen, den bekannteren Silbersee auf Kleingladenbacher Seite (für Details siehe dort) und einen weiteren See auf Oberdietener Seite. Der weitere See hat weder einen Ab- noch einen Zufluss. Er war ursprünglich etwa 70 Meter tief, 60 Meter lang und wird nach und nach zugeschüttet.

### Deponie
Der Steinbruch wird seit 1999 von der Basalt AG und der Gemeinde Breidenbach als Erddeponie benutzt. Dabei wird hier der Erdaushub von Großbaustellen aus der Region deponiert; täglich wird der Steinbruch so von 20-60 Kippern angesteuert. Im Jahr 2022 war die Fläche etwa zur Hälfte ausgefüllt, Ziel ist eine vollständige Verfüllung.

### Fluggelände
Das Gelände wurde zum 1. September 2009 von der Gemeinde Breidenbach dem Verein Drachen- und Gleitschirmflieger Bad Laasphe e.V. als Fluggebiet überlassen.

### Windräder
Auf dem Gelände wurden 1995 und 2003 drei Windkraftanlagen errichtet. Zwei davon wurden 2011/2013 zurückgebaut und jeweils im Rahmen eines Repowering durch eine große 3-Megawatt-Anlage mit einer Nabenhöhe von 135 m ersetzt. Beide neuen Anlagen produzieren dabei jährlich geschätzte 14 Mio. kWh, womit ca. 3000 Haushalte versorgt werden können. Sie sind vom Typ Enercon E-101. Die Anlagen werden von der Firma Strauch & Strauch betrieben.
Im August 2016 wurden Pläne bekannt, dass die Firma Strauch & Strauch die kleine Anlage repowern möchte.